# Festhalle

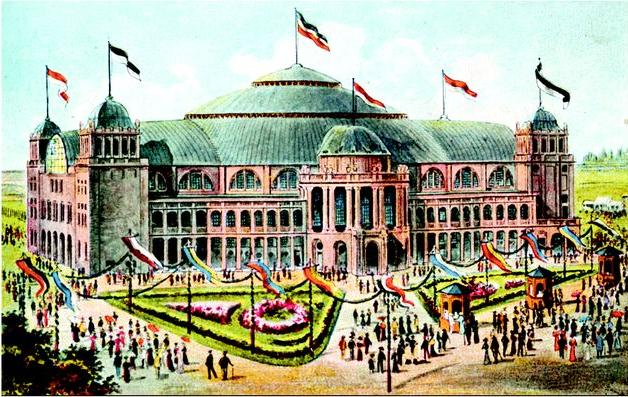
Postal ilustrando el Festhalle de 1908.

El Festhalle es un pabellón con capacidad para 15.179 personas situado en Fráncfort del Meno y dedicado a deportes de interior y conciertos de música.

## Conciertos
En el Festhalle se han realizado presentaciones de artistas como Mariah Carey, Nicki Minaj, Miley Cyrus, TINl, Queen, U2, Christina Aguilera, Britney Spears, Beyoncé, Kylie Minogue, Shakira, Violetta Live, Soy Luna Live entre otros. Además fue la sede de las ediciones de 2001 y 2012 de los MTV Europe Music Awards.

## Otros eventos

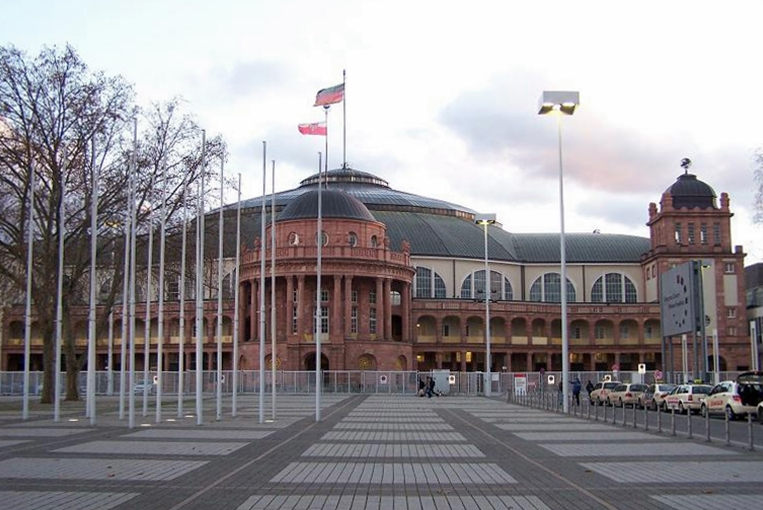
Fasthalle en Fráncfort del Meno

El 9 de octubre de 2004 la WWE realizó en el Festhalle una presentación del 'Live & Loaded Tour'.